# Michel Gondry
Michel Gondry (ur. 8 maja 1963 w Wersalu) – francuski reżyser i scenarzysta filmowy, autor teledysków i spotów reklamowych. Laureat Oscara za najlepszy scenariusz oryginalny do wyreżyserowanego przez siebie filmu Zakochany bez pamięci (2004).

## Życiorys
Pierwszym nakręconym przez niego obrazem był teledysk do piosenki zespołu Oui Oui, którego był perkusistą. Był autorem teledysków lokalnych francuskich grup, a w 1993 zrealizował obraz do Human Behaviour Björk, co przyniosło mu uznanie w świecie muzycznym.
W następnych latach pracował już z największymi gwiazdami: The Rolling Stones, The White Stripes, The Chemical Brothers, Kylie Minogue, Daft Punk, Radiohead, Massive Attack, Neneh Cherry, Sheryl Crow, Beckiem, Foo Fighters czy Wyclefem Jeanem. Ma na swoim koncie szereg filmów reklamowych (Smirnoff, Air France, Nike).
Samodzielnie w pełnym metrażu debiutował w 2001 filmem Wojna plemników, zrealizowanym w oparciu o scenariusz Charliego Kaufmana.
Wielkim sukcesem artystycznym okazał się następny film zrealizowany przez spółkę Gondry-Kaufman, Zakochany bez pamięci (2004). Scenariusz specyficznej komedii romantycznej z Kate Winslet i Jimem Carreyem został w 2005 nagrodzony Oscarem za najlepszy scenariusz oryginalny, a jednym z jego trzech autorów (obok Kaufmana i Pierre’a Bismutha) był Gondry.
W 2006 na ekrany kin wszedł kolejny film reżysera, zrealizowany we Francji melodramat Jak we śnie, w którym role główne zagrali Gael García Bernal i Charlotte Gainsbourg.
Przewodniczył jury sekcji „Cinéfondation” na 64. MFF w Cannes (2011).

## Filmografia

### Reżyser
- 2001: Wojna plemników (Human Nature)
- 2004: Zakochany bez pamięci (Eternal Sunshine of the Spotless Mind)
- 2006: Jak we śnie (La science des rêves)
- 2008: Ratunku! Awaria (Be Kind Rewind)
- 2009: Cierń w sercu ( L'épine dans le coeur) – dokumentalny
- 2011: Green Hornet (The Green Hornet)
- 2012: To my, a to ja (The We and the I)
- 2013: Dziewczyna z lilią (L'écume des jours)
- 2013: Czy Noam Chomsky jest wysoki czy szczęśliwy? (Is the Man Who Is Tall Happy?: An Animated Conversation with Noam Chomsky) – dokumentalny
- 2015: Wirus i Oktan (Microbe et Gasoil)
- 2023: Le livre des solutions
- 2024: Maya, donne-moi un titre

### Teledyski
- „Too Many Dicks On The Dancefloor” & „Carol Brown” (unofficial videos) – Flight of the Conchords (2009)
- „Soleil du Soir” - Dick Annegarn (2008)
- „Declare Independence” – Björk (2007)[1]
- „Dance Tonight” – Paul McCartney (2007)
- „Cellphone's Dead” – Beck (2006)
- „Anysound” – The Vines (2006)
- „King of the Game” – Cody ChesnuTT (2006)
- „Heard ’Em Say” (U.S. Version) – Kanye West (2005)
- „The Denial Twist” – The White Stripes (2005)
- „Light & Day” (movie version) – The Polyphonic Spree (2004)
- „Winning Days” – The Vines (2004)
- „Mad World” (Donnie Darko soundtrack version) – Gary Jules (2004)
- „Ride” – The Vines (2004)
- „Walkie Talkie Man” – Steriogram (2004)
- „I Wonder” – The Willowz (2004)
- „The Hardest Button to Button” – The White Stripes (2003)
- „Behind” - Lacquer (2003)
- „Come Into My World” – Kylie Minogue (2002)
- „A l'envers à l'endroit” – Noir Désir (2002)
- „Dead Leaves and the Dirty Ground” – The White Stripes (2002)
- „Fell in Love with a Girl” – The White Stripes (2002)
- „Star Guitar” – The Chemical Brothers (2001)
- „Knives Out” – Radiohead (2001)
- „Let Forever Be” – The Chemical Brothers (1999)
- „Gimme Shelter” – The Rolling Stones (1998)
- „Another One Bites the Dust” – Wyclef Jean (1998)
- „Music Sounds Better With You” – Stardust (1998)
- „Bachelorette” – Björk (1997)
- „Deadweight” – Beck (1997)
- „Jóga” – Björk (1997)
- „Everlong” – Foo Fighters (1997)
- „A Change Would Do You Good” – Sheryl Crow (1997)
- „Around the World” – Daft Punk (1997)
- „Feel It” – Neneh Cherry (1997)
- „Sugar Water” – Cibo Matto (1996)
- „Hyper-Ballad” – Björk (1996)
- „Like a Rolling Stone” – The Rolling Stones (1995)
- „Isobel” – Björk (1995)
- „Protection” – Massive Attack (1995)
- „High Head Blues” – The Black Crowes (1995)
- „Army of Me” – Björk (1995)
- „Fire On Babylon” – Sinéad O’Connor (1994)
- „Lucas With the Lid Off” – Lucas (1994)
- „Little Star” – Stina Nordenstam (1994)
- „This is it (Your Soul)” – Hothouse Flowers (1993)
- „It's Too Real (Big Scary Animal)” – Belinda Carlisle (1993)
- „Human Behaviour” – Björk (1993)
- „Believe” – Lenny Kravitz (1993)
- „She Kissed Me” – Terence Trent D’Arby (1993)
- „Voila, Voila, Qu'ça r'Commence” – Rachid Taha (1993)
- „La main parisienne” – Malcolm McLaren, featuring Amina (1993) (unreleased)
- „Je Danse Le Mia” – IAM (1993)
- „Snowbound” – Donald Fagen (1993)
- „La Tour de Pise” - Jean François Coen (1993)
- „Hou! Mamma Mia” – Les Négresses Vertes (1993)
- „Les Jupes” – RoBERT (1992)
- „Two Worlds Collide” – Inspiral Carpets (1992)
- „Close But No Cigar” – Thomas Dolby (1992)
- „Paradoxal Système” – Laurent Voulzy (1992)
- „La Ville” – Oui Oui (1992)
- „How the West Was Won” – Energy Orchard (1992)
- „Les Voyages Immobiles” – Étienne Daho (1992)
- „Blow Me Down” – Mark Curry (1992)
- „Comme un ange (qui pleure)” – Les Wampas (1992)
- „Dad, laisse-moi conduire la Cad” - Peter & the Electro Kitsch Band (1991)
- „La normalité” - Les Objects (1991)
- „Sarah” - Les Objects (1991)
- „Ma Maison” – Oui Oui (1990)
- „Queen for a Day” – The Life of Riley (1989) (unreleased)
- „Tu rimes avec mon coeur” – Original MC (1989)
- „Les Cailloux” – Oui Oui (1989)
- „Il y a ceux” - l'Affaire Louis Trio (1989)
- „Queen for a Day” - The Life of Riley (1989)
- „Dô, l'enfant d’eau” - Jean-Luc Lahaye (1988)
- „Bolide” – Oui Oui (1988)
- „Un Joyeux Noël” – Oui Oui (1988)
- „Junior Et Sa Voix D’Or” – Oui Oui (1988)